# داراب (دالاهو)
داراب، روستایی است از توابع بخش مرکزی شهرستان دالاهو استان کرمانشاه ایران.

## جمعیت
این روستا در دهستان بان‌زرده قرار داشته و بر اساس سرشماری سال ۱۳۸۵ جمعیت آن (۱۳۲خانوار) ۷۱۴نفر بوده‌است.

## منبع
1. ↑  درگاه ملی آمار